# Angilbert
Angilbert (* um 750; † 18. Februar 814 in Saint-Riquier, Picardie) war Hofkaplan, Diplomat und Dichter am Hofe von Kaiser Karl dem Großen, wo er den Namen Homer trug. Nach seinem Tod wurde er auch als Heiliger bekannt mit den Namen Angilibert und Engelbert (Gedenktag 18. Februar). Er entstammte dem Adel und ging als Schüler Alkuins aus der Schule des fränkischen Hofs hervor. Von Kaiser Karl dem Großen erhielt er als Laienabt die Benediktinerabtei Centula (Abtei Saint-Riquier) bei Abbeville in der Picardie im heutigen Frankreich. Der Bau der Klosterkirche mit einem Westwerk aus dem Ende des 8. Jahrhunderts entstand vermutlich unter seiner Leitung. Er wurde mehrfach mit diplomatischen Sendungen an den Papst betraut.
Kaiser Karls Tochter Bertha war seine Geliebte, mit der er zwei Söhne hatte: Hartnid und den Geschichtsschreiber Nithard. Dies schreibt Nithard selbst in seinem Geschichtswerk:

„Qui ex eiusdem magni regis filia nomine Berchta, Hartnidum, fratrem meum, et me Nithardum genuit.“

Von Angilbert sind mehrere lateinische lyrische Gedichte erhalten, und er gilt auch in Abschnitten als Biograph des Kaisers.
Angilberts Gedichte wurden von Ernst Ludwig Dümmler in den Monumenta Germaniae Historica herausgegeben.